# قزم بني

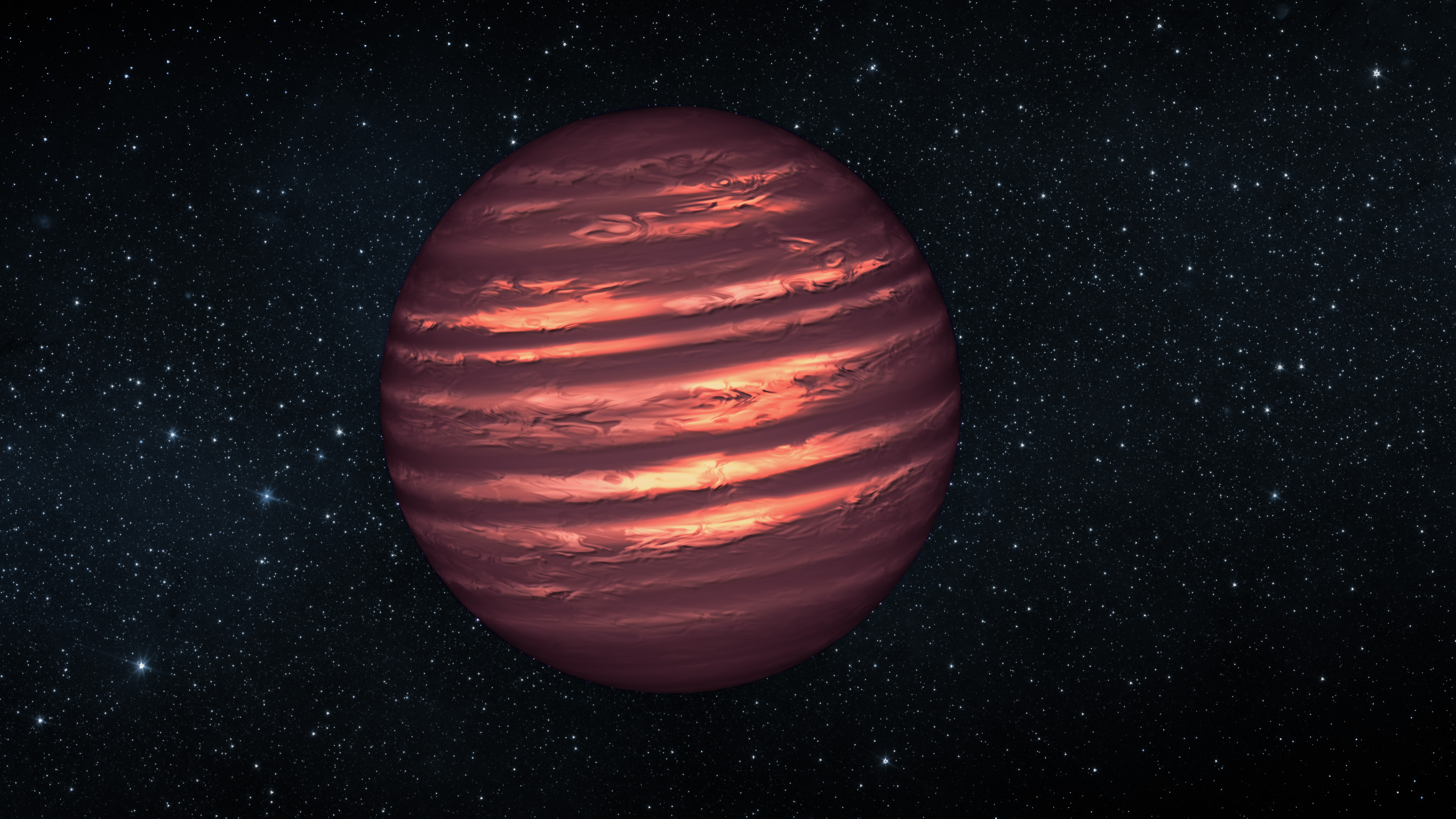
تصور لشكل القزم البني

الأقزام البنية هي أجرام دون نجمية والتي تمتلك كتلة بين كتلة أثقل الكواكب من فئة العملاق الغازي وبين كتلة أخف النجوم أو تقريبا 13 إلى 75-80 كتلة المشتري  أو بما يساوي 2.5×1028 kg . أقل من هذه الكتلة هي الأجرام دون الأقزام البنية وفوقها هي الأقزام الحمراء الخفيفة. عادة ما تكون الأقزام البنية ذات الحمل (حمل حراري) بدون طبقات أو دون تباين كيميائي في العمق.
على عكس النجوم في النسق الأساسي (والتي من ضمنها الشمس) فإن الأقزام البنية ليست ضخمة كفاية لتحقيق الإندماج النووي للهيدروجين العادي إلى الهيليوم في قلب النجم. إلا أنهم قادرين على دمج الديوتيروم والليثيوم إن تخطت كتلتهم 13-65 ضعف كتلة المشتري. يتناقش العلماء أيضا ما إذا كانت الأقزام البنية يجب أن تُصنف طبقا لعملية تكوينها بدلا من تفاعلات الاندماج النووي بها.
تقسم النجوم حسب التقسيم الطيفي وتوجد الأقزام البنية كأنواع M, L, T,Y. وعلى الرغم من اسمها فإن الأقزام البنية تتواجد بألوان مختلفة. تظهر العديد من الأقزام البنية باللون الماجنتي للعين البشرية أو أحيانا برتقالي أو أحمر. الأقزام البنية ليست مضيئة جدا في الأطوال الموجية للضوء المرئي.

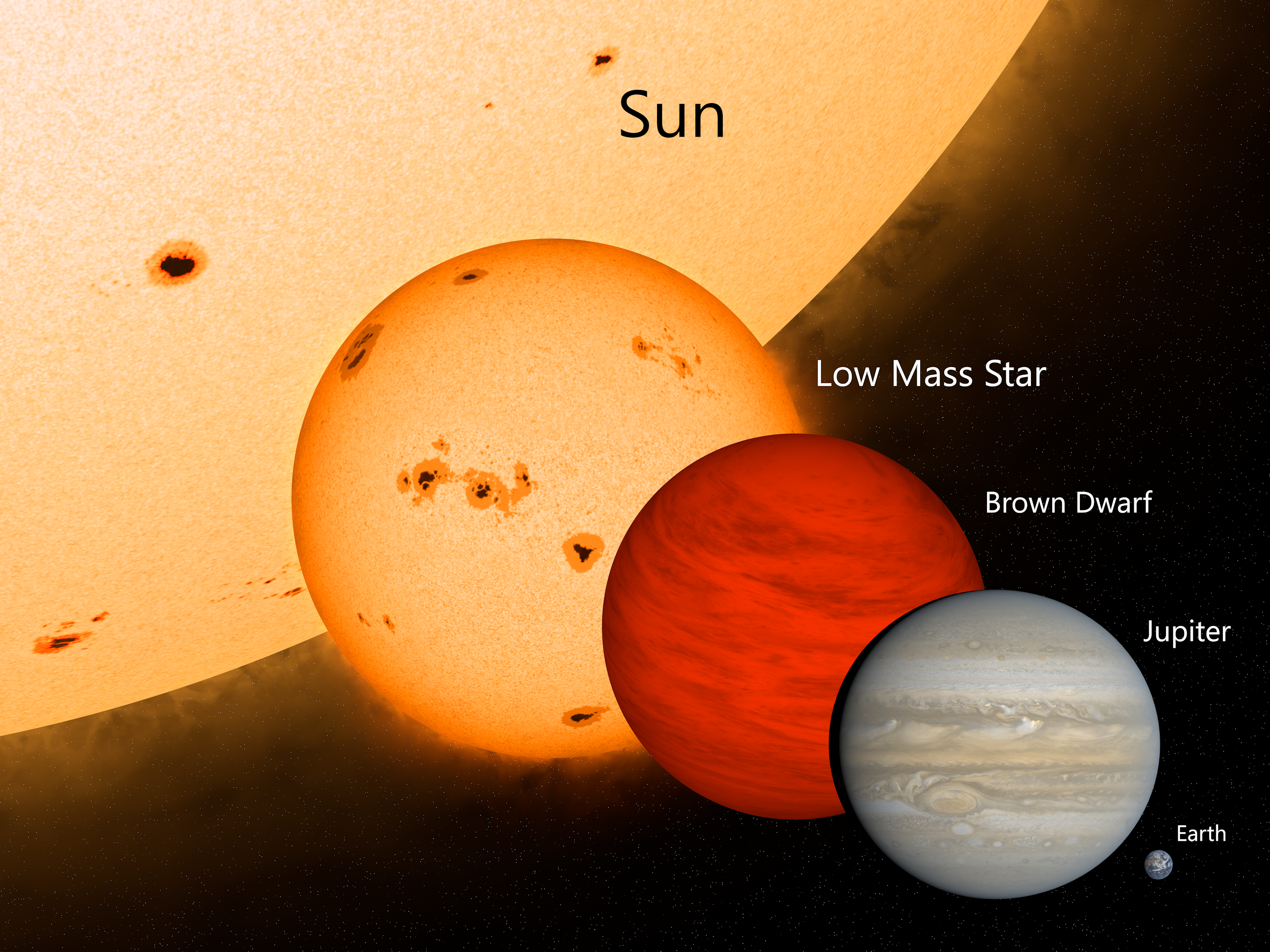
مقارنة: معظم الأقزام البنية تكون أكبر قليلا من المشتري
(15–20%),
ولكن نجدها أكبر في كتلتها عنه 80 مرة بسبب كثافتها العالية. مقياس الرسم لا تنطبق تماما; فإن قطر المشتري أكبر 10 مرات من قطر الأرض وقطر الشمس أكبر 10 مرات من قطر المشتري.

يقع أقرب قزم بني وهو لومان 16 على بعد 6.5 سنة ضوئية من الشمس  وهو نظام ثنائي من الأقزام البنية والمكتشف في عام 2013. يُصنف القزم البني HR 2562 b على أنه الكوكب الخارجي الأكبر (منذ ديسمبر 2017) في تصنيف ناسا للكواكب خارج المجموعة الشمسية على الرغم من أن كتلته تساوي تقريبا 30 ضعف كتلة المشتري أي ضعف الكتلة المطلوبة للحد بين الكواكب والأقزام البنية.

## تاريخيا

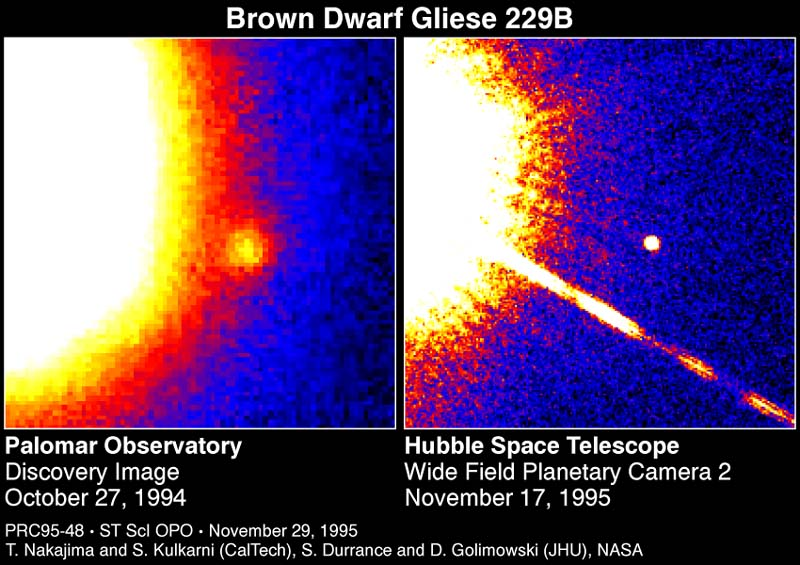
الجرم الأصغر هو Gliese 229B وهو بكتلة 20 إلى 50 كتلة المشتري

### النظريات الأولى
الأجسام المعروفة حاليا باسم «الأقزام البنية» كان يُعتقد بوجودها في الستينات عن طريق شيف كومار وتمت تسميتها في البداية الأقزام السوداء  كتصنيف لأجرام دون نجمية والتي تسري بحرية في الفضاء والتي ليست ضخمة كفاية لتحقيق اندماج الهيدروجين. إلا أن مصطلح قزم أسود كان يُستخدم بالفعل للإشارة إلى الأقزام البيضاء الباردة؛ كما أن الأقزام الحمراء تستطيع تفاعل اندماج الهيدروجين وأن هذه الأجرام قد تكون مرئية في الأطوال الموجية للضوء المرئي في بعض فترات حياتهم. بسبب ذلك تم اقتراح أسماء أخرى. في 1975 اقترح جيل تارتر مصطلح قزم بني مستخدما اللون البني كلون تقريبي.

### اندماج الديوتيريوم
حدث اكتشاف اندماج الديوتيروم عند 0.012 كتلة الشمس وتأثير تكون الغبار في الغلاف الخارجي البارد للأقزام البنية في أواخر الثمانينات والذي وضع هذه النظريات موضع تساؤل. إلا أن إيجاد مثل هذه الأجرام لم يكن سهلا حيث أن هذه الأجرام لا تشع تقريبا أي ضوء في الأطوال الموجية للضوء المرئي حيث أن معظم اشعاعاتهم تكون في نطاق الأشعة تحت الحمراء ولاقطات الأشعة تحت الحمراء هنا على الأرض لم تكن دقيقة كفاية في ذلك الوقت لالتقاط أي قزم بني.

### GD 165B والتصنيف L
لعدة سنوات لم يثمر البحث عن الأقزام البنية بأي نتائج. إلا أنه في عام 1988 تم إيجاد مرافق باهت لنجم يُسمي GD 165B في نطاق الأشعة تحت الحمراء عند البحث عن أقزام بيضاء. طيف المرافق GD 165B كان أحمرا للغاية حيث لم يُظهر أيا من الصفات المتوقعة عند فحص القزم الأحمر الأقل كتلة. أصبح من الواضح أن GD 165B يحتاج تصنيفا جديدا كجرم أكثر برودة بكثير من الأقزام المصنفة M المعروفة في ذلك الوقت. ظل GD 165B فريدا لعقد كامل تقريبا حتى إجراء مسح ميكروي ثنائي لكامل السماء والذي اكتشف العديد من الأجرام بألوان مشابهة وأطياف مشابهة.
اليوم نعرف GD 165B بأنه مصنف تحت الأقزام من النوع L.

### Gliese 229B والتصنيف T
في 1995 تغيرت دراسة الأقزام البنية تماما باكتشاف جرمين دون نجميين وهما Teide1 و Gliese 229B  والذين تم التعرف على وجود خط طيف ليثيوم عند طول موجي 670 نانومتر. الجرم الأخير يمتلك حرارة ووضاءة أقل كثيرا من النجوم.
عند أطياف الطول الموجي للأشعة تحت الحمراء يمتلك الجرم خط امتصاص من الميثان عند 2 ميكرومتر وهي صفة لم يتم رصدها من قبل سوى في الغلاف الجوي للكواكب الضخمة وكذلك لقمر زحل تيتان. امتصاص الميثان هو أمر غير متوقع تماما في أي جرم نجمي. هذا الاكتشاف أدي إلى نشأة تصنيف طيفي جديد أبرد حتى من التصنيف L والذي يُعرف حاليا باسم التصنيف T.

## نظريا
الشكل: النسق الأساسي وهو يبين أنواع النجوم واصنافها وتغيرها وتغير درجة لمعانها مع تقدم عمرها (التغير الزمني في الرسم البياني يسير من اليسار إلى اليمين).
تعتمد الطريقة التقليدية لولادة النجم على انهيار سحابة بين نجمية باردة من الغاز والغبار بسبب خصائصها الجاذبية. ومع انكماش سحابة الغاز فإن حرارتها ترتفع طبقا لآلية كلفن هيملهولتز. في بداية العملية يشع الغاز المتقلص الكثير من الطاقة (الحرارة) بسرعة مما يسمح باستمرار الانهيار. في النهاية تصبح النقطة المركزية مركّزة للغاية لدرجة إيقاف الإشعاع. ونتيجة لذلك فإن الحرارة المركزية وكثافة السحابة المنهارة تزداد باطراد مع الوقت مما يبطئ من الانكماش حتى تصبح الظروف حارة كفاية ومرتفعة الكثافة كفاية لحدوث التفاعلات الحرارية النووية في لب النجم الوليد. في معظم النجوم يمنع ضغط الإشعاع (وهو يعمل من الداخل إلى الخارج) عن طريق تفاعلات الاندماج الحراري النووي في قلب النجم المزيد من الانهيار تحت الانكماش الجذبوي. يصل النجم إلى التوازن الحراري عندما يقضي معظم فترة عمره في اندماج الهيدروجين إلى هيليوم في نجوم النسق الأساسي.
إلا أنه إن كانت كتلة النجم الأولي أقل من 0.08 كتلة المشتري فإن تفاعلات الاندماج الحراري النووي للهيدروجين لا تستطيع إشعال القلب. حيث أن الانكماش الجذبوي لا يسخن النجم الأولي الصغير بشكل كاف وقبل أن ترتفع الحرارة في القلب بشكل كاف لبدء الاندماج تصل الكثافة إلى نقطة ترصيص الإلكترونات لتكوين ضغط الإلكترونات الكمي.
هذا يعني أن النجم الأولي ليس كبيرا كفاية وليست كثافته كافية ليصل إلى الظروف المطلوبة لبدء اندماج الهيدروجين والحفاظ عليه. كما أن ضغط الإلكترونات الكمي يمنع من الوصول إلى مثل هذه الظروف من الضغط والكثافة المطلوبين.
وبمنع المزيد من الانكماش الجذبوي فإن النتيجة هي نجم فاشل أو قزم بني والذي يبرد ببساطة عن طريق إشعاع طاقته الحرارية الداخلية؛ هذا لأن كتلة الغاز والغبار الأولية لم تكن كافية.
هذا الرسم الموجود إلى اليسار يسمى رسم هرتزشبرونغ-راسل ، والنسق الأساسي فيه هو الخط الرئيسي العريض الممتد مائلا من اليسار إلى اليمين؛ وعليه تقع الشمس تقريبا في وسطه.(التصنيف النجمي للشمس هو G.)